# Bysław
Bysław is een plaats in het Poolse district  Tucholski, woiwodschap Koejavië-Pommeren. De plaats maakt deel uit van de gemeente Lubiewo en telt 1513 (stan z dn. 31.07.2002) inwoners.